# Гладков В'ячеслав Володимирович
Гладков В'ячеслав Володимирович (нар. 15 січня 1969, с. Кучки, Каменський район, Пензенська область, РРФСР, СССР) — російський державний діяч. Губернатор Бєлгородської області з 27 вересня 2021 року (в.о. 18 листопада 2020 року — 27 вересня 2021 року). Секретар Бєлгородського регіонального відділення партії «Єдина Росія» від 25 березня 2022 року. Член Державної ради Російської Федерації від 16 листопада 2021 року.
Заступник губернатора міста Севастополя (28 липня 2016 — 16 квітня 2018). Заступник голови уряду Ставропольського краю — керівник апарату уряду (13 червня 2018 — 18 листопада 2020).

## Санкції
15 грудня 2022 року, на тлі Вторгнення Росії в Україну, внесений до санкційного списку США за «заклик громадян на війну у відповідь на недавній російський наказ про мобілізацію». 30 листопада 2022 року потрапив під санкції Великої Британії, оскільки він «брав участь у частковій мобілізації військових резервістів у Бєлгородській області й, отже, в політиці та діях, які дестабілізують Україну».